# Lucas Pratto
Lucas David Pratto (La Plata, 4 de junio de 1988) es un futbolista argentino. Juega como delantero y su equipo actual es Sarmiento de Junín de la Primera División de Argentina.

## Trayectoria

### Defensores de Cambaceres
Pratto surgió en las inferiores de Defensores de Cambaceres de Ensenada.

### Boca Juniors
Llegó desde Defensores de Cambaceres a Boca Juniors por recomendación de Martín Palermo en el año 2004. Ahí se consagró campeón de Quinta división junto a Oscar Trejo convirtiendo más de 20 goles.

### Tigre
En junio de 2007 pasó a Tigre para dar sus primeros pasos en la Primera División. Debutó en Primera el 16 de septiembre de 2007 contra San Lorenzo ingresando al minuto 67. Luego ingresó en dos partidos más desde el banco. Se desempeñó mayormente en la reserva del club de Victoria, abriéndose en enero de 2008 más oportunidades de jugar debido a la partida del goleador Leandro Lázzaro. Luego de alternar la titularidad durante el Clausura 2008 convirtió su primer gol en la Primera División el 23 de mayo ante San Martín de San Juan.

### Lyn Oslo
En julio de 2008 pasó a préstamo por un año al Lyn Oslo de Noruega. Convirtió 7 goles en 25 partidos y una asistencia.

### Boca Juniors
Volvió a Boca Juniors en 2009 donde solo disputó 2 partidos y no marcó goles.

### Unión de Santa Fe

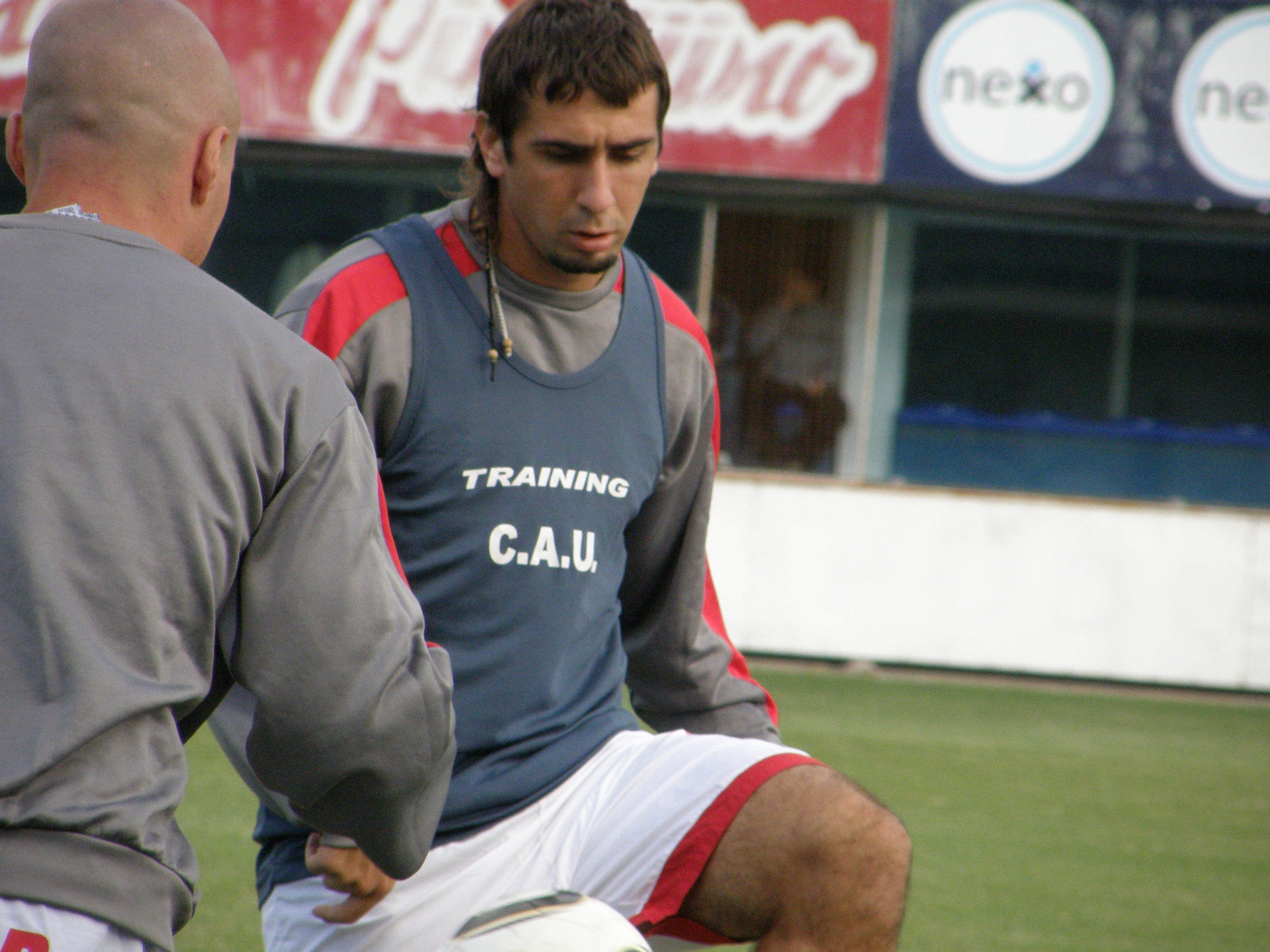
Lucas Pratto jugando para Unión de Santa Fe

Llegó a principios de 2010 al club Unión de Santa Fe para jugar la segunda ronda del torneo de la Primera B Nacional, donde a pesar de empezar en una buena colocación no logran el objetivo de subir a la Primera División, sin embargo individualmente tuvo un buen desempeño logrando 6 goles y varias asistencias.
Es aquí donde comienza a repuntar su carrera y su buen desempeño lo lleva a Universidad Católica de Chile.

### Universidad Católica
Para el segundo semestre de 2010, llega a la Universidad Católica de Chile en un negocio con Boca Juniors por el préstamo de Gary Medel. En su debut en el equipo chileno, el 24 de julio, anotó su primer gol con solo 3 minutos en cancha, consiguiendo el empate 1-1 ante Everton.
El 21 de noviembre anota en el Clásico universitario contra la Universidad de Chile, convirtiendo el definitivo 4-2; con este gol finiquita su buena actuación en tal partido, comenzando a ganarse el cariño de la gente. El 5 de diciembre se corona campeón de Primera División con el club cruzado, torneo en el que logró 4 goles en 17 partidos jugados.
En la Copa Libertadores 2011 consagró actuaciones, donde destacaron sus 2 goles a Vélez Sarsfield en Buenos Aires, en el histórico triunfo 4-3 de la UC en fase de grupos, en donde su equipo fue líder del Grupo 4. En los octavos de final, enfrentaron a Grêmio, y en el partido de ida, ganó la Universidad Católica por 2-1 en Porto Alegre con 2 goles de Pratto. Fue uno de los goleadores de la Copa Libertadores con 6 tantos en total convertidos.
En el Torneo Apertura 2011 fue el máximo goleador del equipo, junto a Felipe Gutiérrez, con 6 tantos.

### Genoa
Es transferido en junio de 2011 al Genoa de Italia, a cambio de 4,5 millones de dólares.
Su paso por el cual no fue de todo gusto para Pratto, ya que, siempre fue suplente. Con el Genoa solamente hizo 3 goles, 2 por Copa Italia y 1 por la Serie A. Jugó solamente la primera rueda de la temporada, luego marchó cedido en calidad de préstamo con opción de compra a Vélez Sarsfield.

### Vélez Sarsfield
A principios del año 2012 es transferido a Vélez Sarsfield en el que disputa la Copa Libertadores únicamente. Esto se debe a que llega como tercer refuerzo, tras haberse ocupado previamente los dos cupos reglamentarios para competir en el torneo local. La transacción se realizó por €500,000 por un préstamo con opción de compra por la totalidad del jugador, descontando los cargos del préstamo.
El 22 de febrero de ese año, debuta en un partido de la segunda fase de la Copa Libertadores 2012 ante Guadalajara en el Estadio José Amalfitani ingresando desde el banco en el minuto 27 del segundo tiempo por Juan Manuel Martínez, en ese partido poco después de ingresar dio la habilitación para el tercer gol del partido a Federico Insúa cerrando el partido el resultado final sería por goleada 3-0 en su debut por el grupo 7. El 12 de marzo debido a la lesión de gravedad de Emanuel Olivera, Pratto podría jugar el Torneo Clausura su debut sería contra Olimpo en el victoria 1-0 ingresaría en reemplazo de Mauro Obolo.
Su primer gol de manera oficial con la camiseta de Vélez Sarsfield sería el 29 de marzo por los octavos de final de la Copa Argentina contra Rosario Central, el equipo de Pratto se pondría en ventaja a los 2 minutos de iniciado el partido tras una jugada de toques que terminaría en la asistencia del Uruguayo Jonathan Ramírez que dejó mano a mano y definió fuerte al medio, el resultado final sería 1-1 que llevaría a la tanda de penales donde perdería 4-5 y lo dejaría eliminado. El 6 de abril debuta en la red por el Torneo Clausura en Vélez Sarsfield convirtiendo el primer gol frente a Independiente en el empate 1-1 tras una serie de rebotes le quedaría un poco larga y definiría cayéndose lo que le alcanzó para que la pelota entrara.
El día 11 de abril convierte un gol en Copa Libertadores 2012, sentenciando el 2-0 contra Guadalajara en México, el gol fue tras un excelente pase de Víctor Zapata que tras una corrida definió abajo al palo izquierdo del arquero; con la victoria selló la clasificación de Vélez Sarsfield a octavos de final. El equipo de Liniers se mediría en los octavos de final de la Copa Libertadores 2012 contra Atlético Nacional de Colombia que en la ida jugada en el Estadio Atanasio Girardot de Medellín obtendría la victoria por la mínima 1-0 y en el partido de vuelta jugado en el Estadio José Amalfitani sería un empate 1-1 que de esa forma le daría el pase de ronda, finalmente, se quedaría eliminado por penales en cuartos de final ante el Santos de Brasil.
Lucas Pratto tendría un rendimiento aceptable en su primera temporada aunque no se hayan cumplido los objetivos del club de Liniers, jugaría por todas las competiciones 20 partidos y 4 goles convertidos, Vélez Sarsfield terminaría con 33 puntos 3.º en el Torneo Clausura, eliminado en los cuartos de final de la Copa Libertadores y eliminado en los dieciseisavos de final de la Copa Argentina.
Al siguiente torneo, el Torneo Inicial 2012, se confirmó como titular indiscutido y disputó la mayoría de las fechas del certamen. Convirtió 7 tantos a lo largo del torneo y marcó uno clave en la victoria por 2-0 ante All Boys en Floresta en la 17.ª fecha. El 2 de diciembre, una semana después, logró la segunda estrella de su carrera luego de que el Fortín venza por 2-0 a Unión en el estadio José Amalfitani.
A principios de 2013, Vélez Sarsfield compra su pase por la suma de €2.400.000 descontando el valor de la cesión. En el primer partido del campeonato convierte un gol desde una distancia de aproximadamente 40 metros, dándole la victoria a su equipo de visitante sobre Argentinos Juniors. No sería sino hasta la fecha 18 cuando volvería a convertir en el empate 1:1 con Unión de Santa Fe, su exequipo. Ese sería un mal campeonato ya que Vélez, al concentrarse completamente en la Copa Libertadores 2013, donde perdió en octavos de final ante Newell's, acabaría en la 14.ª posición del Torneo Final.
El 29 de junio de 2013 jugaba en el partido final de Primera División, la llamada Copa Campeonato, donde a los 8' convierte el gol que sería el del resultado final. Así, al ganarle 1-0 a Newell's, se consagraría campeón del Campeonato de Primera División.
A continuación vuelve a Vélez, Mauro Zárate, con quien formaría una dupla ofensiva muy potente. En el Torneo Inicial 2013 convertiría 7 goles (en la 1.ª —por duplicado—, 6.ª, 8.ª, 13.ª, 17.ª y 18.ª fechas). Vélez quedaría 3.º luego de empatar 0-0 en el último partido contra San Lorenzo, partido que, de ganar, lo consagraba campeón nuevamente. Ese año los hinchas de Vélez lo consagran como mejor jugador de Vélez de 2013.
Tanto la Copa Sudamericana 2013 como la Copa Libertadores 2014 serían una gran decepción para él y para el club, donde sería eliminado en cuartos de final y octavos de final, respectivamente.
El 2014 lo iniciaría festejando un título. Se consagra campeón de la Supercopa Argentina 2014 ante Arsenal de Sarandí luego de vencerlos por 1-0.
A pesar de que solo pudo convertir un gol en la 7.ª fecha ante Belgrano de Córdoba, en el Torneo Final 2014 daría muchas asistencias y construiría una gran cantidad de jugadas en favor de Zárate, quien finalmente fue goleador del torneo con 13 tantos. Finalizó 6.º aquel torneo.
Aunque no logró alzarse con el título en el Torneo de Transición 2014 (quedó en la lejana 11.ª posición) Pratto se volvió la figura principal de Vélez tras la partida de Mauro Zárate al West Ham United de Inglaterra. Sería el armador de juego del equipo y goleador del campeonato (compartido con Maxi Rodríguez de Newell's y Silvio Romero de Lanús) con 11 tantos. Lograría un doblete en el partido correspondiente a la 19.ª fecha ante Defensa y Justicia, el cual sería el último con la camiseta de Vélez. Nuevamente, la gente lo elige mejor jugador de Vélez de 2014 y, lo que es más, fue ganador del premio Olimpia de Plata al Futbolista Argentino del Año del fútbol local.

### Atlético Mineiro
En diciembre de 2014 Lucas Pratto de Vélez Sarsfield es transferido por una suma cercana a los 5.000.000 de dólares al Atlético Mineiro de Brasil. El 22 de diciembre Lucas Pratto viajó a Belo Horizonte para firmar su contrato que lo unirá al club por cuatro años al Atlético Mineiro, también fue su presentación oficial en la cual posó con su nueva camiseta, el club " Galo " tienen grandes aspiraciones a ganar la Copa Libertadores del año 2015.
El 2 de febrero Lucas Pratto tendría su debut en el once titular del equipo y sería su debut oficial jugando con la camiseta del Atlético Mineiro contra el Tupi FC en la victoria 2-0 por la primera fecha del Campeonato Mineiro, el atacante argentino, convertiría un gol tras un error defensivo le dejaría mano a mano que definió por abajo al lado izquierdo del arco. Lucas Pratto en sus primeros meses en el club " Galo " salió campeón del torneo Campeonato Mineiro y fue elegido por la revista Globo.com como el mejor jugador del torneo y fue incluido en el equipo ideal.

### São Paulo
A comienzos de 2017, Pratto es confirmado como nuevo refuerzo del São Paulo de Brasil. En el Brasileirão 2017 jugó 35 encuentros, anotando 7 goles. En el Campeonato Paulista estuvo presente en 7 partidos, convirtiendo 5 goles. También estuvo presente en 4 partidos de la Copa de Brasil, anotando 2 goles, y en 2 partidos de la Copa Sudamericana.

### River Plate
A principio del mes de enero del 2018 River acordó con São Paulo pagar por el fichaje del delantero 10,8 millones de dólares más un plus por objetivos que rondaría los dos millones de dólares, convirtiéndose así en la compra más cara de la historia de la institución. No obstante, Pratto se encargaría de dejar esa abultada cifra en el olvido, gracias a su rendimiento en el equipo. 
En la Copa Libertadores de América de ese mismo año sería fundamental convirtiendo en las instancias finales y en la Gran Final ante Boca Juniors, su exequipo y máximo rival de River. Donde en la ida, marca el empate 1 a 1 tras un pase de media cancha del Pity Martínez ni bien River sacó del medio; en la vuelta, convirtió el empate transitorio (1-1) nuevamente, consagrándose campeón del título por 3-1 en Madrid.
No conforme con eso, El Oso también fue protagonista en la serie entre River y Athletico Paranaense por la Recopa Sudamericana 2019, a fines de mayo de 2019, que el Millonario perdió 0:1 en Brasil pero concluyó con un vibrante 3:0 en el Monumental. Sacrificio en la presión y en los momentos en los que tuvo que jugar de espaldas, generoso para rebotar, hasta protagonizó corridas de más de 50 metros, a pura potencia, sin que le pudieran quitar el balón. Anotó el 2-0, el gol clave que daba vuelta la serie, tras un control perfecto del pase de 30 m de Matías Suárez, con una definición magistral por debajo del cuerpo del arquero, convirtiendo a Gallardo en el entrenador más exitoso de la historia del club y al Oso en el ídolo de la afición. "Esta noche lo único que hace es ratificar que no nos equivocamos en traer a Pratto" afirmó el entrenador en la conferencia de prensa posterior al triunfo 3-0 ante Paranaense.
Concluido el partido por la Recopa 2019, todo el plantel, ya con sus medallas de la Conmebol en el cuello, hizo la pose que Pratto patentó como el "Modo Oso" y el goleador con una máscara del animal en cuestión, salió corriendo para buscar a sus compañeros, que cuando lo vieron, empezaron a "golpearlo" amistosamente para continuar con la celebración en el campo de juego.

### Feyenoord
El 1 de enero de 2021 se hace oficial su llegada al Feyenoord de los Países Bajos, a préstamo por 6 meses sin cargo y con opción de compra. Durante el partido que Feyenoord disputaba contra Ajax, Pratto sufrió una fractura de peroné y ligamentos del tobillo que lo obligaron a someterse a una cirugía y perderse el resto de la temporada. Una vez finalizado el préstamo con el club holandés el delantero regresó a River Plate y tras enterarse de que no sería tenido en cuenta por el entrenador Marcelo Gallardo, rescindió su contrato con el club de común acuerdo, quedándose con el pase en su poder.

### Vélez Sarfield
El 27 de agosto de 2021 fue confirmado su regreso a Vélez Sarfield. A finales de junio 2023, a raíz de los malos resultados que obtuvo el primer equipo de Vélez, Lucas Pratto rescinde contrato con la institución velezana.

### Defensa y Justicia
El 26 de julio de 2023, llega a Defensa y Justicia por un año, con la opción de extenderlo por seis meses más.

### Olimpia
El 13 de enero de 2024, Lucas Pratto fue anunciado como nuevo jugador del Olimpia. En noviembre del mismo año, gana su primer título con el franjeado, obteniendo el Torneo Clausura.

### Sarmiento de Junín
Luego de rescindir su contrato en Olimpia de Paraguay, el 4 de julio de 2025 fue anunciado su regreso al futbol argentino como refuerzo del club Sarmiento de Junín y firmó un contrato hasta diciembre de 2026.

## Selección nacional
Fue convocado por Edgardo Bauza para las fechas de eliminatorias para el mundial de Rusia 2018 en septiembre de 2016.
El jueves 1 de septiembre de 2016 jugó su primer partido oficial como titular correspondiente a la fecha 7 de las Eliminatorias para la Copa Mundial de Fútbol 2018 frente a la selección uruguaya de fútbol el cual terminaría con una victoria albiceleste.
El martes 6 del mismo mes, por la octava fecha de la misma competición y ante Venezuela, en Mérida, anotó el descuento parcial del 2-1. El resultado quedaría sellado con la anotación de Nicolás Otamendi para la Argentina.
El martes 15 de noviembre del 2016 convierte su segunda anotación jugando para la selección Argentina frente a Colombia como local en San Juan, Argentina, también por las Eliminatorias sudamericanas para la Copa Mundial de Fútbol 2018.
Tras la destitución del entrenador Edgardo Bauza debido a los malos resultados del seleccionado argentino y la llegada al cargo de Jorge Sampaoli en 2017, Lucas Pratto quedó marginado del proceso eliminatorio y no fue incluido en la lista definitiva que clasificó a dicha Copa Mundial.

## Estadísticas

### Clubes
| Club                         | Div.                | Temporada           | Liga  | Liga  | Liga   | Copas regionacionales | Copas regionacionales | Copas regionacionales | Copas nacionales | Copas nacionales | Copas nacionales | Torneos internacionales | Torneos internacionales | Torneos internacionales | Total | Total | Total  |
| Club                         | Div.                | Temporada           | Part. | Goles | Asist. | Part.                 | Goles                 | Asist.                | Part.            | Goles            | Asist.           | Part.                   | Goles                   | Asist.                  | Part. | Goles | Asist. |
| ---------------------------- | ------------------- | ------------------- | ----- | ----- | ------ | --------------------- | --------------------- | --------------------- | ---------------- | ---------------- | ---------------- | ----------------------- | ----------------------- | ----------------------- | ----- | ----- | ------ |
| Tigre Argentina              | 1.ª                 | 2007-08             | 13    | 1     | 2      | —                     | —                     | —                     | —                | —                | —                | —                       | —                       | —                       | 13    | 1     | 2      |
| Tigre Argentina              | Total               | Total               | 13    | 1     | 2      | 0                     | 0                     | 0                     | 0                | 0                | 0                | 0                       | 0                       | 0                       | 13    | 1     | 2      |
| Lyn Oslo · Noruega           | 1.ª                 | 2008                | 6     | 1     | 0      | —                     | —                     | —                     | —                | —                | —                | —                       | —                       | —                       | 6     | 1     | 0      |
| Lyn Oslo · Noruega           | 1.ª                 | 2009                | 15    | 3     | 1      | —                     | —                     | —                     | 4                | 3                | 0                | —                       | —                       | —                       | 19    | 6     | 1      |
| Lyn Oslo · Noruega           | Total               | Total               | 21    | 4     | 1      | 0                     | 0                     | 0                     | 4                | 3                | 0                | 0                       | 0                       | 0                       | 25    | 7     | 1      |
| Boca Juniors Argentina       | 1.ª                 | 2009-10             | 2     | 0     | 0      | —                     | —                     | —                     | —                | —                | —                | —                       | —                       | —                       | 2     | 0     | 0      |
| Boca Juniors Argentina       | Total               | Total               | 2     | 0     | 0      | 0                     | 0                     | 0                     | 0                | 0                | 0                | 0                       | 0                       | 0                       | 2     | 0     | 0      |
| Unión Argentina              | 2.ª                 | 2009-10             | 19    | 6     | 7      | —                     | —                     | —                     | —                | —                | —                | —                       | —                       | —                       | 19    | 6     | 7      |
| Unión Argentina              | Total               | Total               | 19    | 6     | 7      | 0                     | 0                     | 0                     | 0                | 0                | 0                | 0                       | 0                       | 0                       | 19    | 6     | 7      |
| Universidad Católica · Chile | 1.ª                 | 2010                | 17    | 4     | 4      | —                     | —                     | —                     | 1                | 0                | 0                | —                       | —                       | —                       | 18    | 4     | 4      |
| Universidad Católica · Chile | 1.ª                 | 2011                | 18    | 6     | 4      | —                     | —                     | —                     | —                | —                | —                | 10                      | 6                       | 2                       | 28    | 12    | 6      |
| Universidad Católica · Chile | Total               | Total               | 35    | 10    | 8      | 0                     | 0                     | 0                     | 1                | 0                | 0                | 10                      | 6                       | 2                       | 46    | 16    | 10     |
| Genoa · Italia               | 1.ª                 | 2011-12             | 14    | 1     | 3      | —                     | —                     | —                     | 3                | 2                | 1                | —                       | —                       | —                       | 17    | 3     | 4      |
| Genoa · Italia               | Total               | Total               | 14    | 1     | 3      | 0                     | 0                     | 0                     | 3                | 2                | 1                | 0                       | 0                       | 0                       | 17    | 3     | 4      |
| Vélez Sarsfield Argentina    | 1.ª                 | 2011-12             | 12    | 2     | 0      | —                     | —                     | —                     | 1                | 1                | 0                | 7                       | 1                       | 1                       | 20    | 4     | 1      |
| Vélez Sarsfield Argentina    | 1.ª                 | 2012-13             | 33    | 9     | 1      | —                     | —                     | —                     | 1                | 0                | 0                | 7                       | 1                       | 1                       | 41    | 10    | 2      |
| Vélez Sarsfield Argentina    | 1.ª                 | 2013-14             | 35    | 12    | 9      | —                     | —                     | —                     | 2                | 0                | 1                | 13                      | 5                       | 3                       | 50    | 17    | 13     |
| Vélez Sarsfield Argentina    | 1.ª                 | 2014                | 17    | 11    | 4      | —                     | —                     | —                     | —                | —                | —                | —                       | —                       | —                       | 17    | 11    | 4      |
| Vélez Sarsfield Argentina    | Total               | Total               | 97    | 34    | 14     | 0                     | 0                     | 0                     | 4                | 1                | 1                | 27                      | 7                       | 5                       | 128   | 42    | 20     |
| Atlético Mineiro · Brasil    | 1.ª                 | 2015                | 36    | 13    | 5      | 10                    | 6                     | 1                     | 2                | 0                | 0                | 6                       | 3                       | 1                       | 54    | 22    | 7      |
| Atlético Mineiro · Brasil    | 1.ª                 | 2016                | 18    | 5     | 1      | 11                    | 6                     | 0                     | 8                | 4                | 0                | 10                      | 4                       | 1                       | 47    | 19    | 2      |
| Atlético Mineiro · Brasil    | 1.ª                 | 2017                | —     | —     | —      | 3                     | 0                     | 0                     | —                | —                | —                | —                       | —                       | —                       | 3     | 0     | 0      |
| Atlético Mineiro · Brasil    | Total               | Total               | 54    | 18    | 6      | 24                    | 12                    | 1                     | 10               | 4                | 0                | 16                      | 7                       | 2                       | 104   | 41    | 9      |
| São Paulo · Brasil           | 1.ª                 | 2017                | 35    | 7     | 5      | 7                     | 5                     | 0                     | 4                | 2                | 1                | 2                       | 0                       | 0                       | 48    | 14    | 6      |
| São Paulo · Brasil           | Total               | Total               | 35    | 7     | 5      | 7                     | 5                     | 0                     | 4                | 2                | 1                | 2                       | 0                       | 0                       | 48    | 14    | 6      |
| River Plate Argentina        | 1.ª                 | 2018                | 13    | 3     | 5      | —                     | —                     | —                     | 5                | 4                | 2                | 15                      | 5                       | 2                       | 33    | 12    | 9      |
| River Plate Argentina        | 1.ª                 | 2019                | 21    | 4     | 5      | —                     | —                     | —                     | 9                | 3                | 1                | 15                      | 3                       | 1                       | 45    | 10    | 7      |
| River Plate Argentina        | 1.ª                 | 2020                | 17    | 0     | 2      | —                     | —                     | —                     | 7                | 2                | 0                | 7                       | 2                       | 1                       | 31    | 4     | 3      |
| River Plate Argentina        | Total               | Total               | 51    | 7     | 12     | 0                     | 0                     | 0                     | 21               | 9                | 3                | 37                      | 10                      | 4                       | 109   | 26    | 19     |
| Feyenoord · Países Bajos     | 1.ª                 | 2020-21             | 7     | 0     | 0      | —                     | —                     | —                     | 1                | 0                | 0                | —                       | —                       | —                       | 8     | 0     | 0      |
| Feyenoord · Países Bajos     | Total               | Total               | 7     | 0     | 0      | 0                     | 0                     | 0                     | 1                | 0                | 0                | 0                       | 0                       | 0                       | 8     | 0     | 0      |
| Vélez Sarsfield Argentina    | 1.ª                 | 2021                | 5     | 1     | 0      | —                     | —                     | —                     | —                | —                | —                | —                       | —                       | —                       | 5     | 1     | 0      |
| Vélez Sarsfield Argentina    | 1.ª                 | 2022                | 22    | 1     | 0      | —                     | —                     | —                     | 15               | 1                | 2                | 12                      | 3                       | 0                       | 49    | 5     | 2      |
| Vélez Sarsfield Argentina    | 1.ª                 | 2023                | 20    | 3     | 1      | —                     | —                     | —                     | 1                | 0                | 0                | —                       | —                       | —                       | 21    | 3     | 1      |
| Vélez Sarsfield Argentina    | Total               | Total               | 47    | 5     | 1      | 0                     | 0                     | 0                     | 16               | 1                | 2                | 12                      | 3                       | 0                       | 75    | 9     | 3      |
| Defensa y Justicia Argentina | 1.ª                 | 2023                | —     | —     | —      | —                     | —                     | —                     | 17               | 3                | 0                | 6                       | 0                       | 1                       | 23    | 3     | 1      |
| Defensa y Justicia Argentina | Total               | Total               | 0     | 0     | 0      | 0                     | 0                     | 0                     | 17               | 3                | 0                | 6                       | 0                       | 1                       | 23    | 3     | 1      |
| Olimpia Paraguay             | 1.ª                 | 2024                | 30    | 7     | 3      | —                     | —                     | —                     | -                | -                | -                | 1                       | 0                       | 0                       | 31    | 7     | 3      |
| Olimpia Paraguay             | Total               | Total               | 30    | 7     | 3      | 0                     | 0                     | 0                     | 0                | 0                | 0                | 1                       | 0                       | 0                       | 31    | 7     | 3      |
| Sarmiento (J) Argentina      | 1.ª                 | 2025                | 0     | 0     | 0      | —                     | —                     | —                     | —                | —                | —                | —                       | —                       | —                       | 0     | 0     | 0      |
| Sarmiento (J) Argentina      | Total               | Total               | 0     | 0     | 0      | 0                     | 0                     | 0                     | 0                | 0                | 0                | 0                       | 0                       | 0                       | 0     | 0     | 0      |
| Total en su carrera          | Total en su carrera | Total en su carrera | 425   | 101   | 62     | 31                    | 17                    | 1                     | 81               | 25               | 8                | 111                     | 33                      | 14                      | 648   | 176   | 85     |
| 1. 2. 3. 4.                  |                     |                     |       |       |        |                       |                       |                       |                  |                  |                  |                         |                         |                         |       |       |        |

### Selección
| Selección           | Temporada           | Amistosos | Amistosos | Amistosos | Sudamérica | Sudamérica | Sudamérica | Mundial | Mundial | Mundial | Total | Total | Total  | Media goleadora |
| Selección           | Temporada           | Part.     | Goles     | Asist.    | Part.      | Goles      | Asist.     | Part.   | Goles   | Asist.  | Part. | Goles | Asist. | Media goleadora |
| ------------------- | ------------------- | --------- | --------- | --------- | ---------- | ---------- | ---------- | ------- | ------- | ------- | ----- | ----- | ------ | --------------- |
| Absoluta Argentina  | 2016                | —         | —         | —         | 4          | 2          | 0          | —       | —       | —       | 4     | 2     | 0      | 0,50            |
| Absoluta Argentina  | 2017                | —         | —         | —         | 1          | 0          | 0          | —       | —       | —       | 1     | 0     | 0      | 0,00            |
| Absoluta Argentina  | Total               | 0         | 0         | 0         | 5          | 2          | 0          | 0       | 0       | 0       | 5     | 2     | 0      | 0.4             |
| Total en su carrera | Total en su carrera | 0         | 0         | 0         | 5          | 2          | 0          | 0       | 0       | 0       | 5     | 2     | 0      | 0.4             |
| 1.                  |                     |           |           |           |            |            |            |         |         |         |       |       |        |                 |

## Palmarés

### Campeonatos regionales
| Título             | Club             | Estado       | Año  |
| ------------------ | ---------------- | ------------ | ---- |
| Campeonato Mineiro | Atlético Mineiro | Minas Gerais | 2015 |

### Campeonatos nacionales
| Título                    | Club                 | País      | Año     |
| ------------------------- | -------------------- | --------- | ------- |
| Primera División de Chile | Universidad Católica | Chile     | 2010    |
| Primera División          | Vélez Sarsfield      | Argentina | I-2012  |
| Primera División          | Vélez Sarsfield      | Argentina | 2012-13 |
| Supercopa Argentina       | Vélez Sarsfield      | Argentina | 2013    |
| Supercopa Argentina       | River Plate          | Argentina | 2017    |
| Copa Argentina            | River Plate          | Argentina | 2019    |
| Primera División          | Olimpia              | Paraguay  | C-2024  |

### Campeonatos internacionales
| Título              | Club        | Sede         | Año  |
| ------------------- | ----------- | ------------ | ---- |
| Copa Libertadores   | River Plate | Madrid       | 2018 |
| Recopa Sudamericana | River Plate | Buenos Aires | 2019 |

### Distinciones individuales
| Distinción                                                              | Año     |
| ----------------------------------------------------------------------- | ------- |
| Mejor futbolista extranjero en Chile                                    | 2011    |
| Máximo goleador de la Primera División (11 goles)                       | 2014    |
| Premio Alumni - Jugador destacado                                       | 2014    |
| Olimpia de Plata al Futbolista Argentino del Año                        | 2014    |
| Incluido en el equipo ideal del Campeonato Mineiro por la revista Globo | 2015    |
| Mejor jugador del Campeonato Mineiro por la revista Globo               | 2015    |
| Mejor jugador extranjero del Brasileirão                                | 2015    |
| Incluido en el equipo ideal de la Copa Argentina                        | 2017-18 |